# Alyssum bornmuelleri
Alyssum bornmuelleri là một loài thực vật có hoa trong họ Cải. Loài này được Hausskn. ex Degen mô tả khoa học đầu tiên năm 1898.